# Reimers malmgård

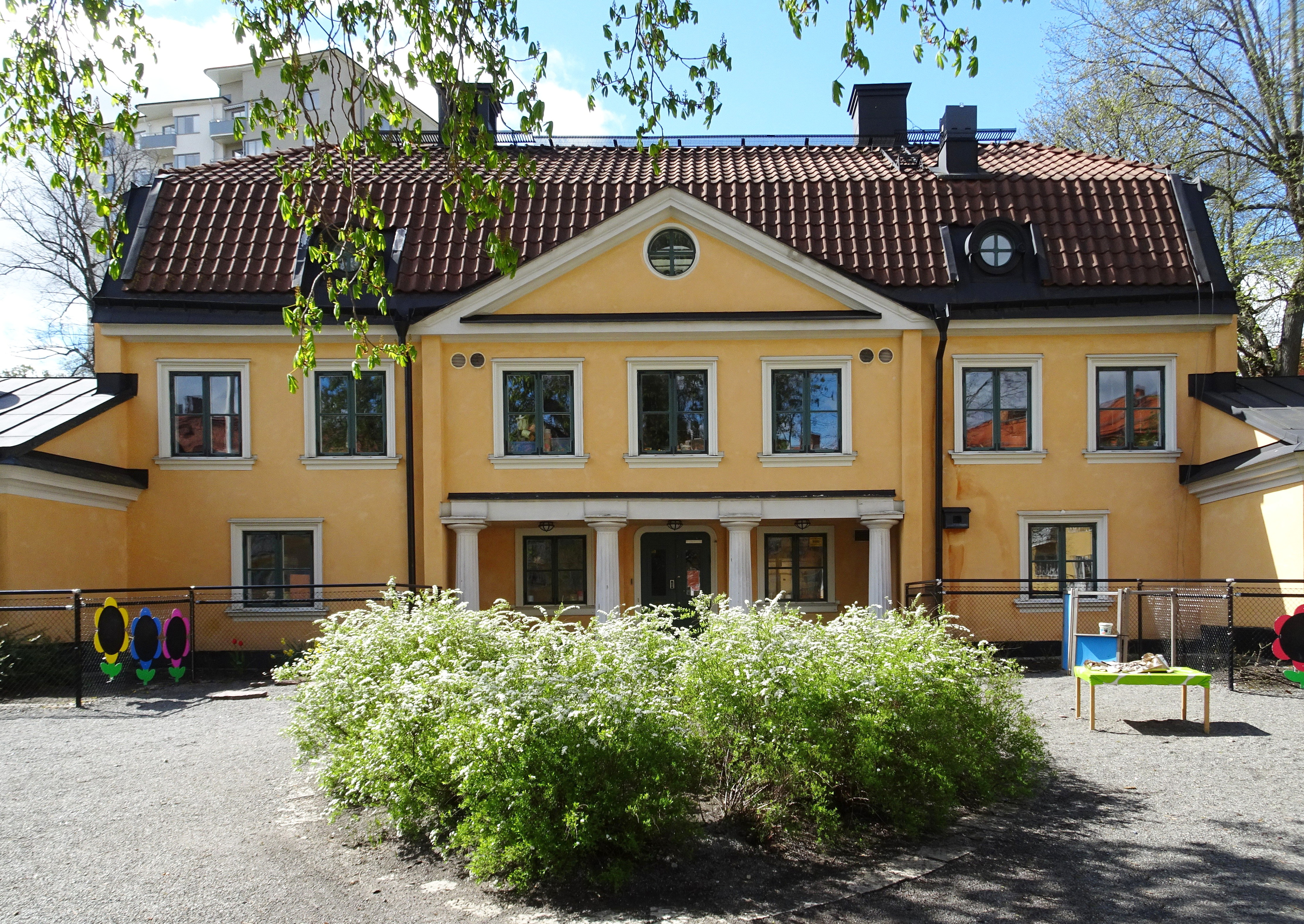
Reimers malmgård huvudfasad, 2020.

Reimers malmgård (även Reimersholm) är en före detta malmgård och säteri på Reimersholmes östra sida i Stockholm. Byggnaden är blåmärkt av Stadsmuseet i Stockholm, vilket innebär "att bebyggelsen bedöms ha synnerligen höga kulturhistoriska värden".

## Historik

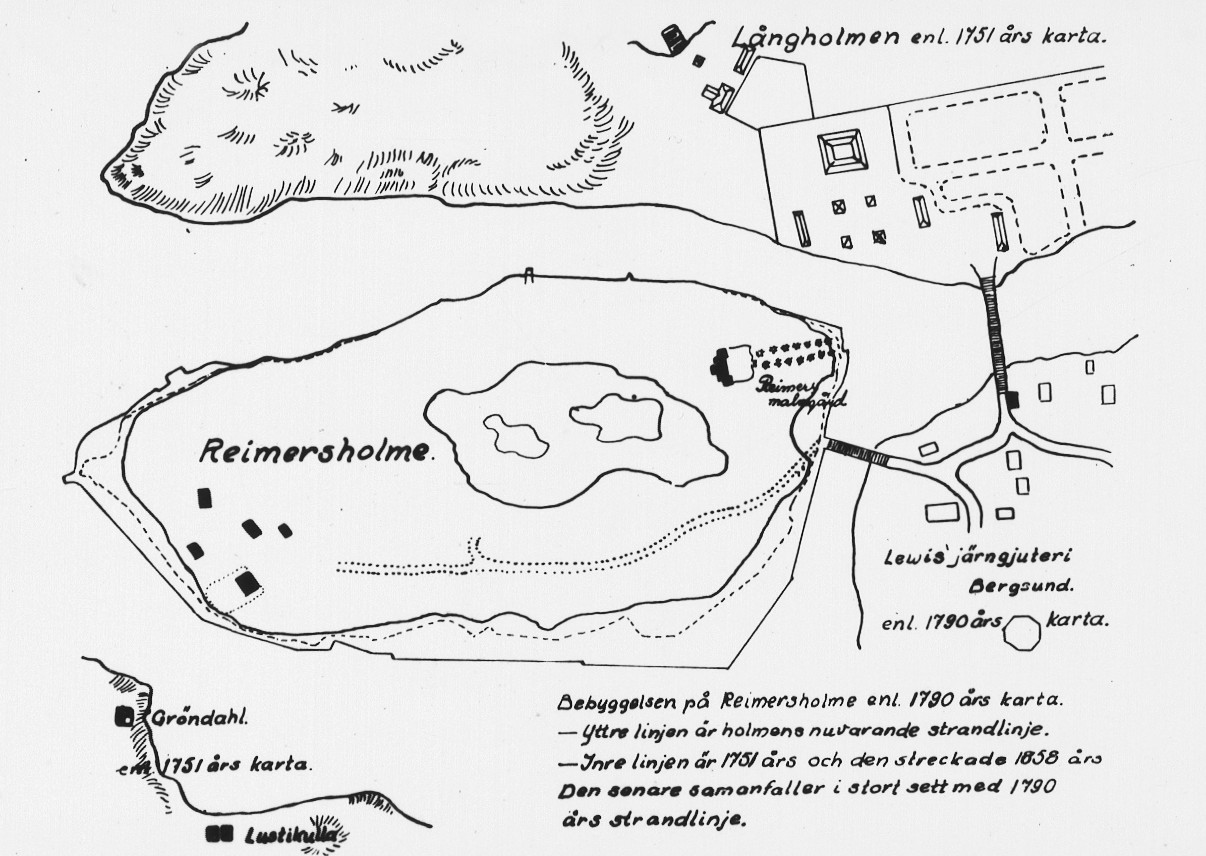
Reimersholme och malmgården 1790.

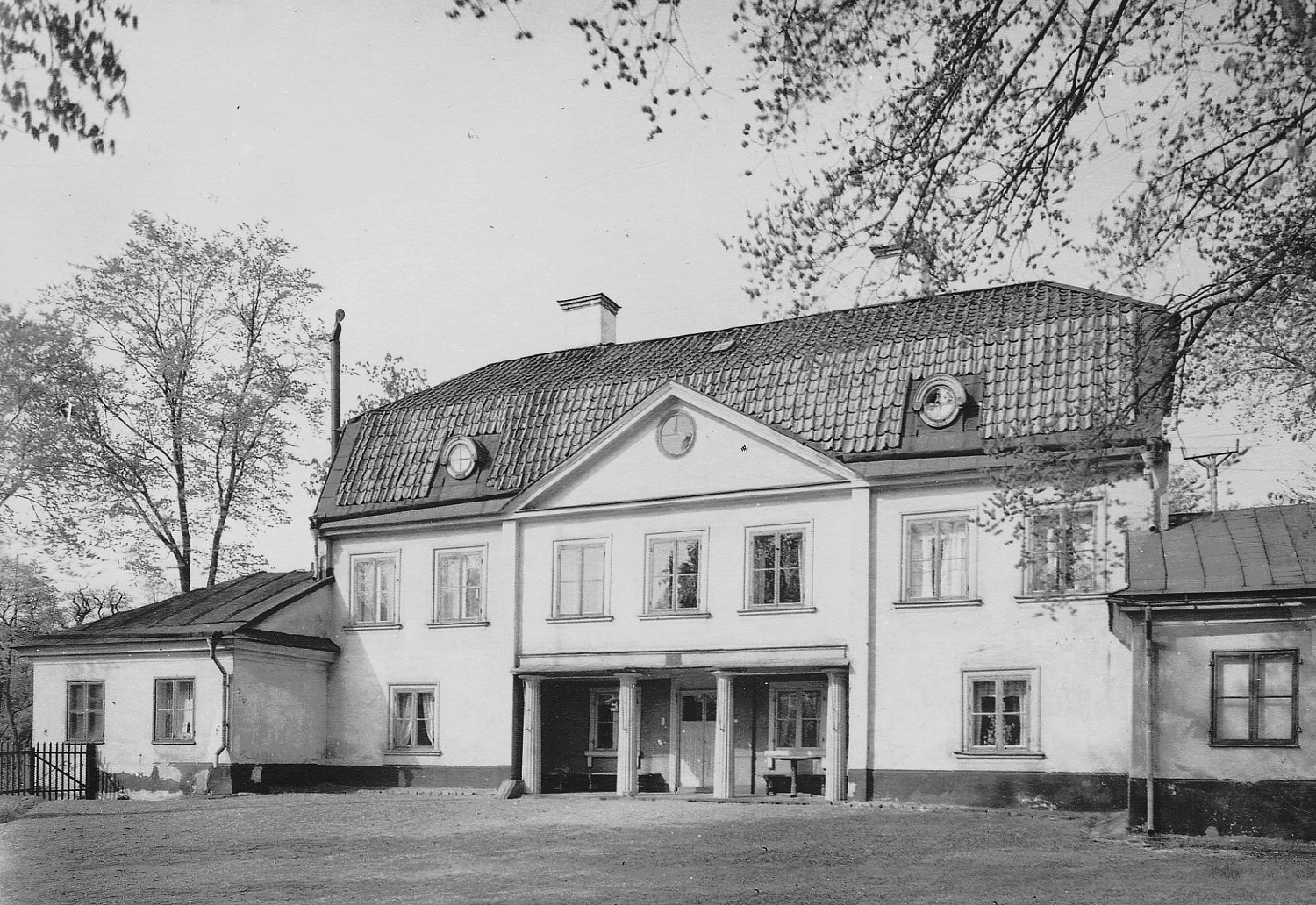
Malmgården 1921.

Ön Reimersholme och malmgården har sina namn efter hattstofferaren (hattmakare) Anders Reimers. Reimers fick 1782 arrendera östra delen av ön och 1784 lät han uppföra den första byggnaden. Den västra delen, det blivande Charlottenburgsområdet, arrenderades på 1770-talet av bergsrådet Gustaf von Engeström som här hade en anläggning för tillverkning av så kallad skedvatten (salpetersyra). Holmen ägdes vid den tiden av Kronan, men 1786 friköpte Lithander och Reimer var sin del av ön.
Anders Reimers var en duktig affärsman och snart blev han både rådman, riksdagsman och ledamot i diverse offentliga inrättningar. Han omtalades även som grosshandlare.  År 1794 byggdes det ursprungligen timrade huset på med en våning och fick då ett brutet och valmat sadeltak täckt med taktegel samt troligen den kolonnburna entrén. Fasaderna reveterades. Från huvudbyggnaden gick en kort allé ner till Pålsundet. På norra sidan om huvudbyggnaden uppfördes stall, ladugård, ank- och hönshus. Söder om manbyggnaden fanns trädgård och växthus. Väster om huvudbyggnaden anordnades genom en omfattande arbetsinsats en engelsk park, som krävde sprängningar och stora utfyllnader samt många pråmlast med matjord. På ön finns idag cirka 270 olika växter och det är förmodligen ett arv från Reimers tid. 
Anders Reimers bodde på sin malmgård till sin död 1816 då hade han gjort stället till fideikommiss. Familjen stannade fram till år 1859. Då upphävdes även fideikommisset och textilfabrikören Karl Johan Stenström köpte sex sjundedelar av den och anlade en yllefabrik, sedermera Stockholms Yllefabrik.

### Minnesstenen
Reimers var omtyckt och verksam på många områden. Hans vänner reste en minnessten över honom i samband med en fest den 24 juni 1798. Stenen finns fortfarande kvar och inskriptionen lyder:

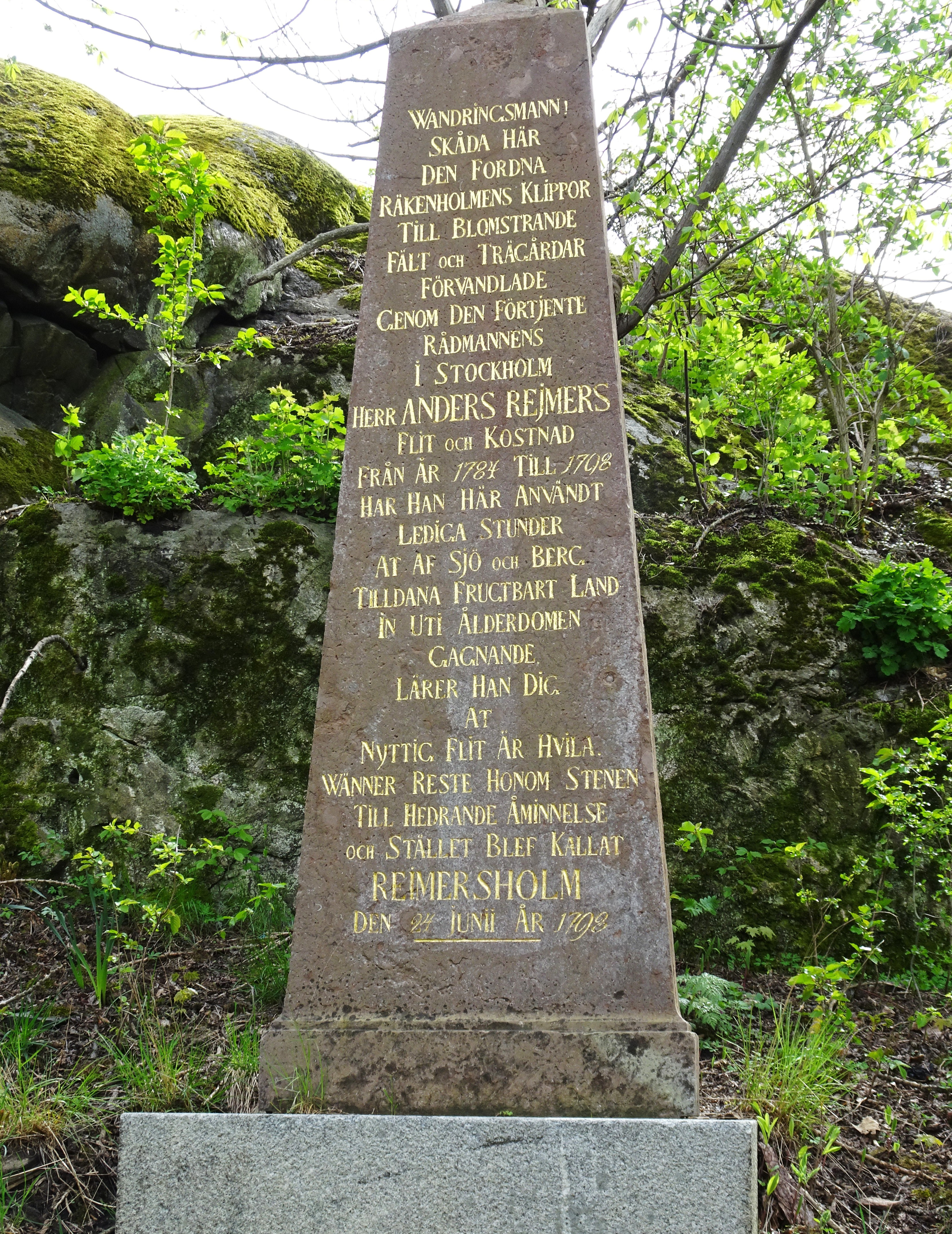
Minnesstenen rest av Andres Reimers vänner den 24 juni 1798.

| ” | Wandringsmann! Skåda Här Den Fordna Räkenholmens Klippor Till blomstrande Fält och Trädgårdar Förvandlade Genom den Förtjente Rådmannens i Stockholm Herr Anders Rejmers Flit och Kostnad Från år 1784 till 1798 Har Han Här Användt Lediga Stunder At af Sjö och Berg Tilldana Frugtbart Land In Uti Ålderdomen Gagnande Lärer Han Dig At Nyttig Flit är Hvila. Wänner Reste Honom Stenen Till Hedrande Åminnelse och Stället Blef Kallat Reimersholm Den 24 Junii År 1798 | „ |

## Gårdens vidare öden
Under 1800-talet gick gården genom många olika händer och egendomen styckades upp. Det kom industri till ön, trots att Reimers i sitt testamente uttryckligen sagd att  “Reimersholm aldrig får utarrenderas till wärdshus eller näringsställe”. Här fanns bland annat fotogentillverkning och Stockholms Yllefabriks AB. Mest känd blev dock brännvinstillverkningen av  Lars Olsson Smith.  På somrarna bodde Smith på en annan malmgård i närheten, på Karlshälls gård på Långholmen, där han gjorde en stor insats. 
Efter Smith tid vandrade gården igen genom flera ägare och när yllefabriken gick i konkurs 1934 köpte HSB området inklusive malmgården som då var rätt nedgången. På 1940-talet började HSB bygga bostäder på ön och malmgården reparerades och rustades upp och Reimers hus blev barndaghem. Alva Myrdal hjälpte HSB på 1930-talet att utveckla barnomsorg i form av barnstugor. Ett exempel är förskolan Malmgården som disponerar Reimers malmgård där Myrdal skapade ett mönsterbarndaghem som fortfarande finns kvar.

### Nutida bilder

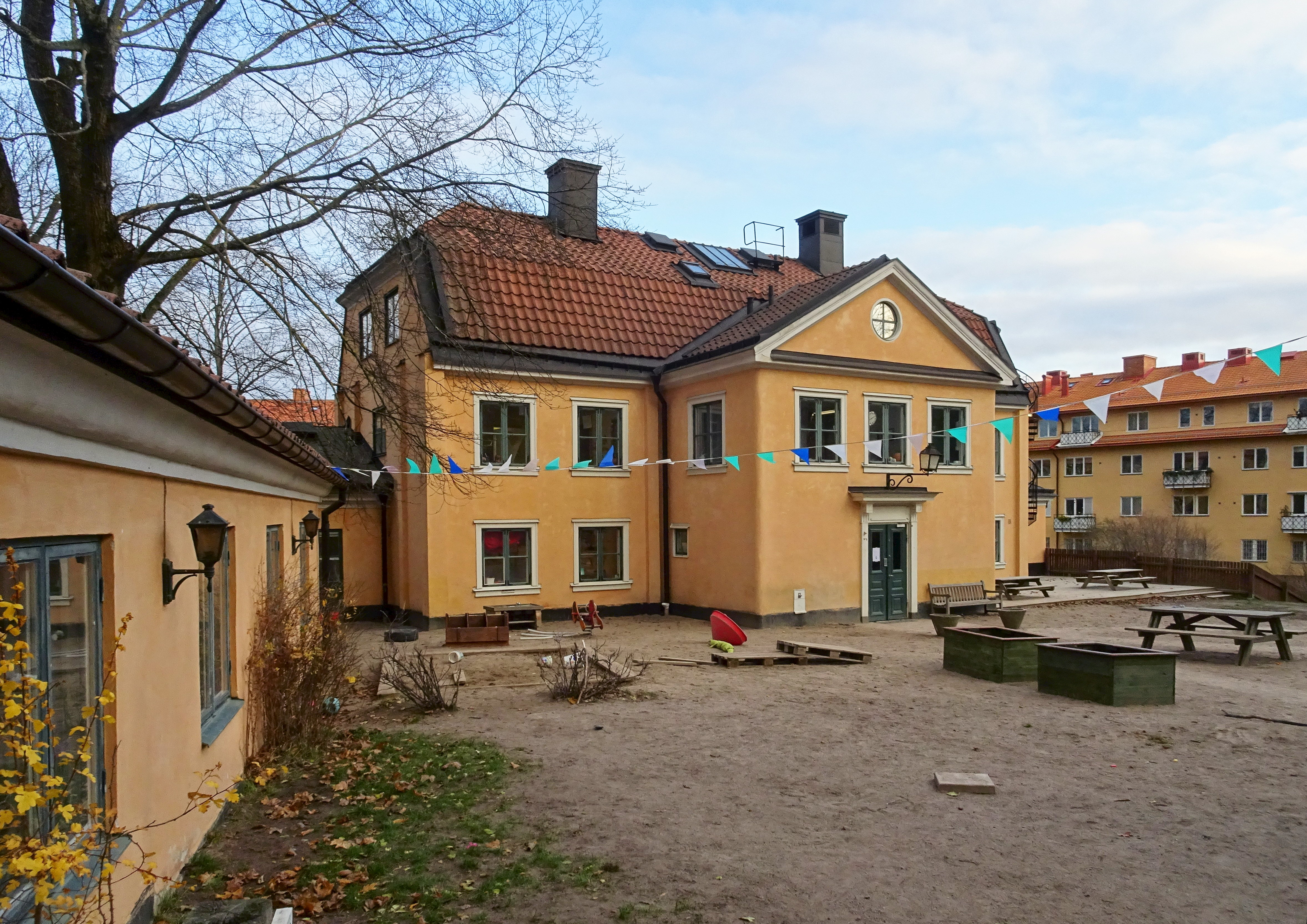
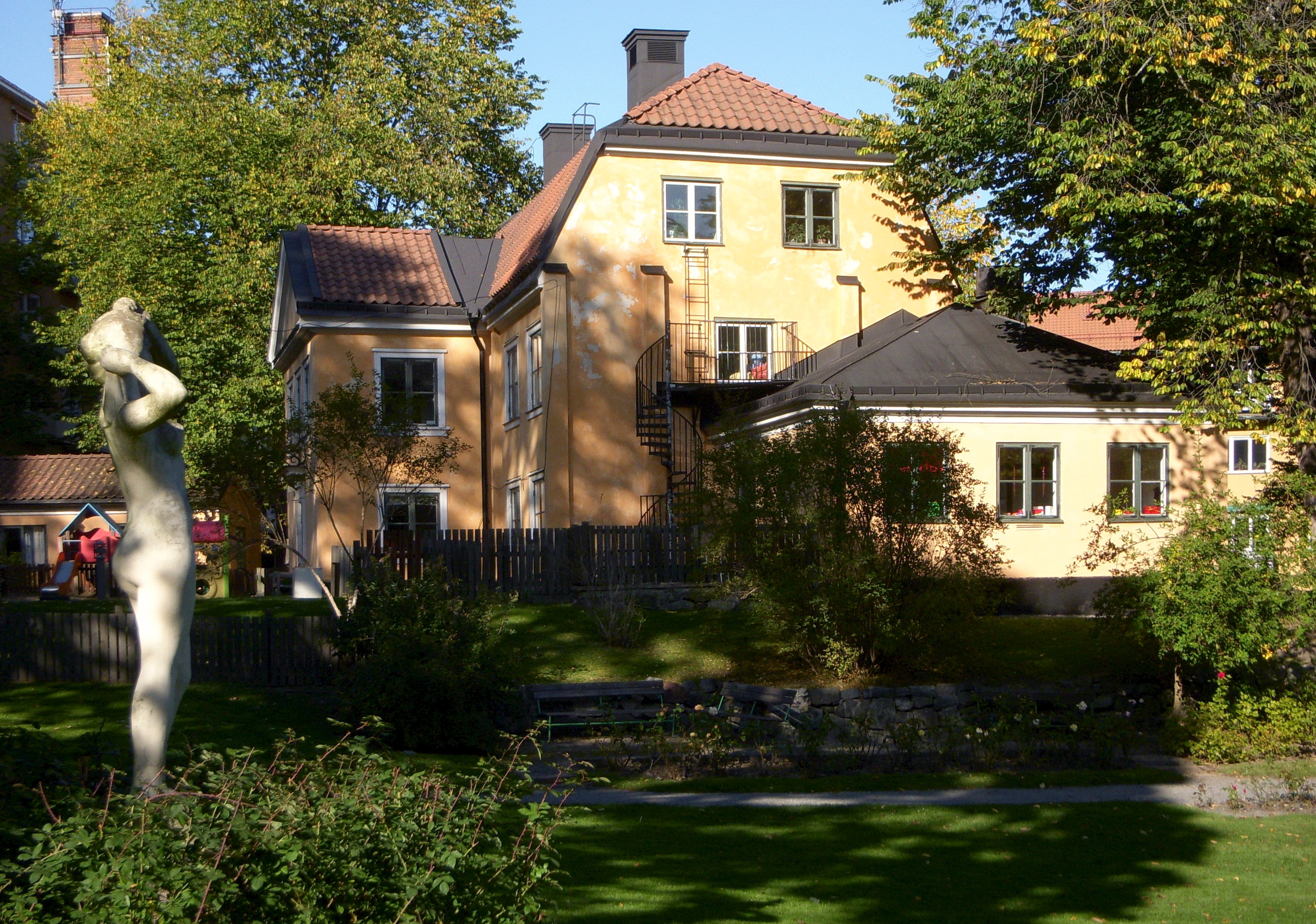
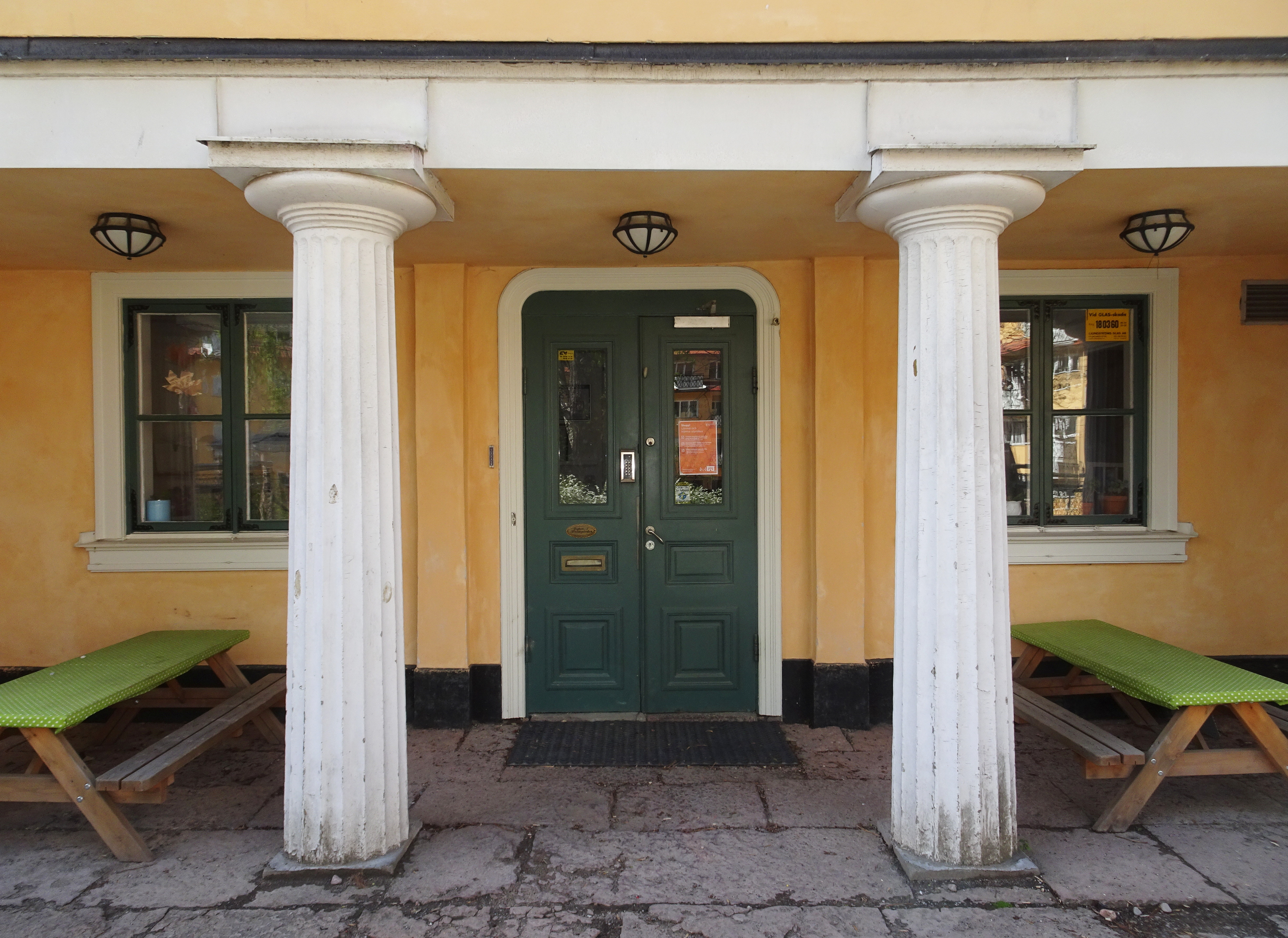
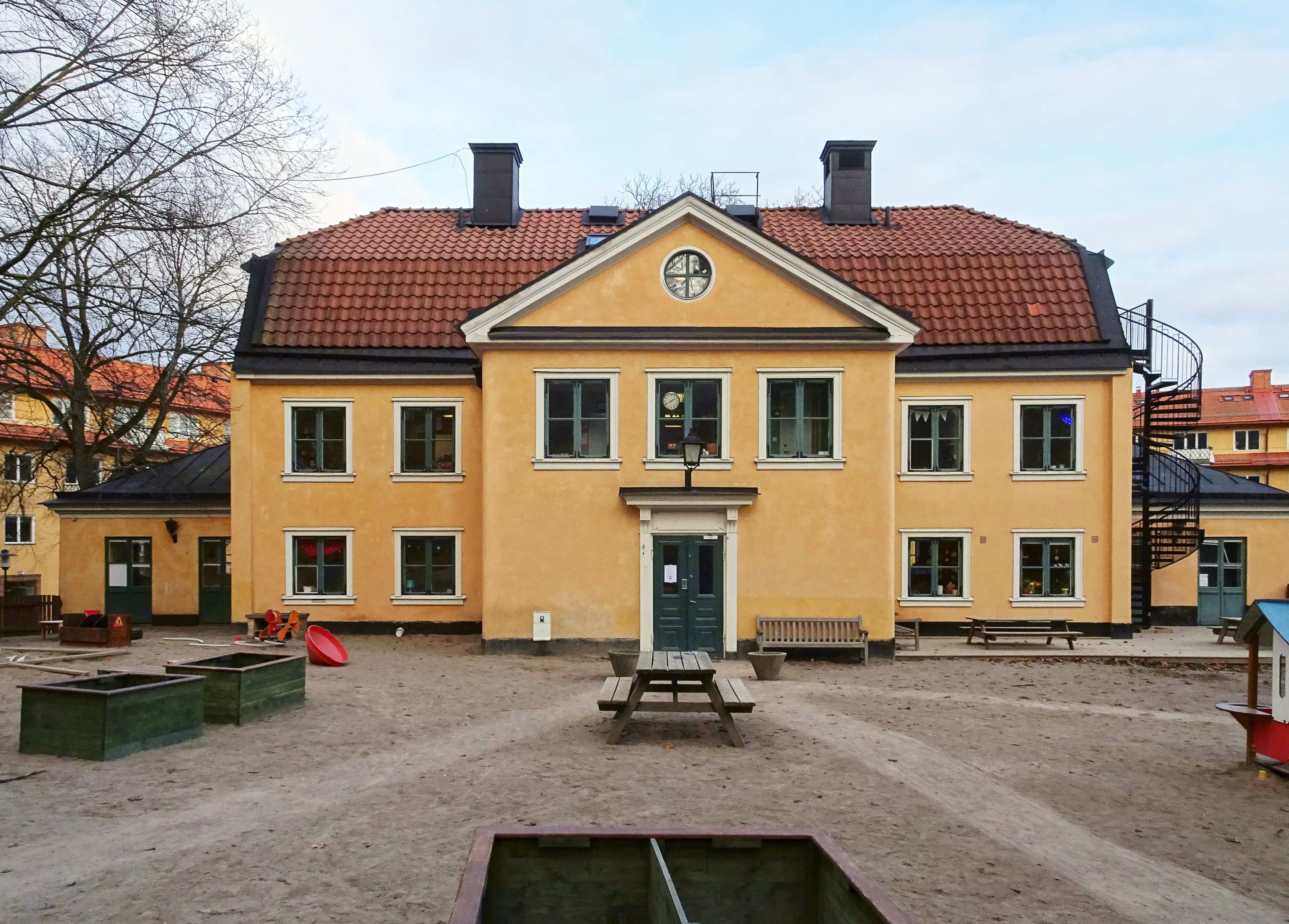
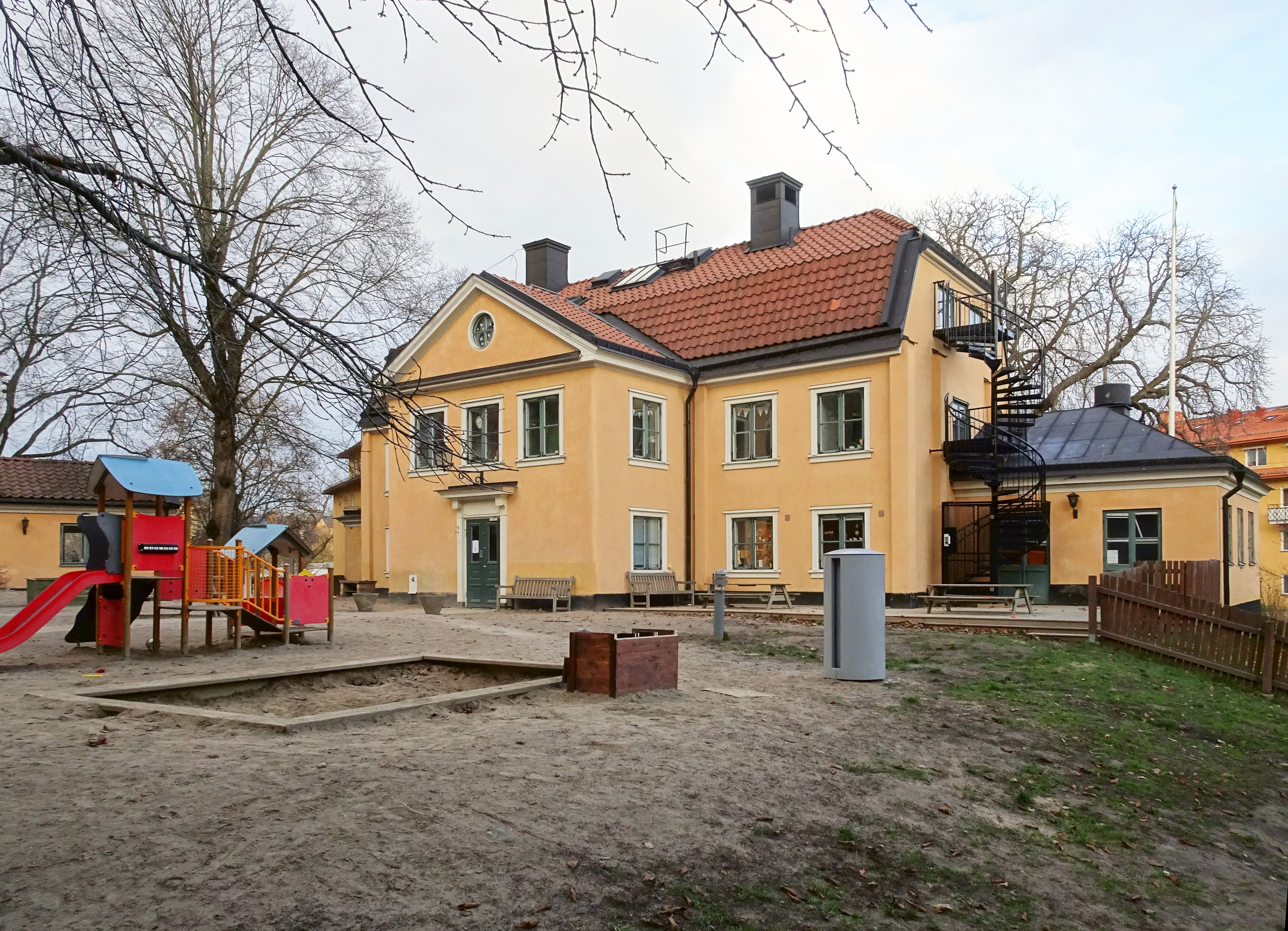